# Medgar Evers
Vous lisez un « bon article » labellisé en 2017.
Pour les articles homonymes, voir Evers.
Medgar Wiley Evers, né le 2 juillet 1925 à Decatur et mort assassiné le 12 juin 1963 à Jackson, est un militant afro-américain, défenseur des droits de l'homme et membre de la National Association for the Advancement of Colored People (NAACP). Actif dans son Mississippi natal, il œuvre à renverser la ségrégation raciale mise en place à l'université du Mississippi en promouvant la justice sociale et le droit de vote. Il est assassiné par Byron De La Beckwith, un suprémaciste blanc membre du Ku Klux Klan (KKK).
Ancien combattant de la Seconde Guerre mondiale et diplômé de l'université d'État Alcorn, il milite dans le mouvement afro-américain des droits civiques dans les années 1950. Il devient secrétaire de terrain pour la NAACP. À la suite de la décision de la Cour suprême des États-Unis dans l'arrêt Brown v. Board of Education en 1954, reconnaissant l'inconstitutionnalité des écoles publiques ségréguées, Evers demande l'accès pour les Afro-Américains à l'université du Mississippi, financée par l'État. Il s'engage également pour le droit de vote et l'inscription sur les listes électorales, les opportunités économiques, l'accès aux installations publiques et d'autres changements clés dans la société américaine ségréguée de l'époque.
Evers est assassiné par Byron De La Beckwith, membre des Citizens' Councils, un réseau formé en 1954 pour résister à l'intégration raciale dans l'éducation. En tant qu'ancien combattant, Evers est enterré avec les honneurs militaires au cimetière national d'Arlington. Son meurtre et les procès qui en ont résulté ont provoqué de nombreuses manifestations de protestation, et inspiré de nombreuses œuvres d'art, de la musique et du cinéma. Alors que des jurys intégralement composés de personnes blanches ne sont pas parvenus à des verdicts dans les deux premiers procès de Beckwith, celui-ci est finalement condamné dans un nouveau procès en 1994 — plus de trente années après le meurtre —, sur la base de nouvelles preuves.
Myrlie Evers, veuve du militant, est devenue une militante à part entière, en tant que présidente de la NAACP. Son frère Charles Evers devient en 1969 le premier maire afro-américain élu au Mississippi depuis la Reconstruction lorsqu'il remporte l'élection à Fayette.

## Biographie

### Enfance, études et mariage

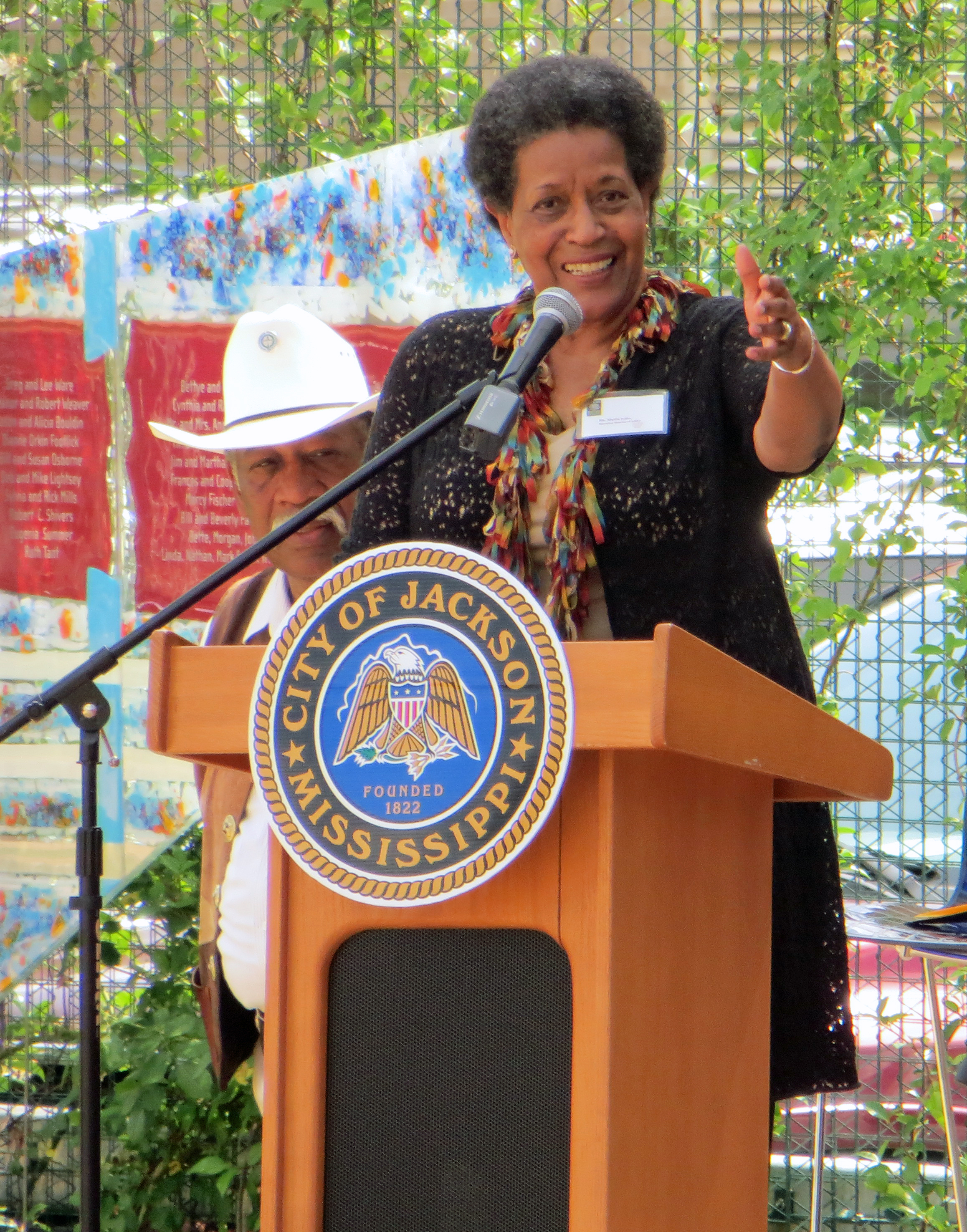
Myrlie Evers-Williams, l'épouse de Medgar Evers, ici en 2013.

Medgar Wiley Evers est née le 2 juillet 1925 à Decatur dans le Mississippi. Il est le troisième des cinq enfants de Jesse (née Wright) et James Evers,. Son frère aîné, Charles, deviendra notamment maire de Fayette. Sa famille, qui comprend les deux enfants d'un mariage précédent de Jesse, exploite une petite ferme et son père travaille également dans une scierie. Evers doit marcher environ vingt kilomètres pour étudier dans une école ségréguée et obtient son diplôme d'études secondaires.
Il sert de 1943 à 1945 dans l'armée américaine pendant la Seconde Guerre mondiale. Volontaire, il est envoyé en Europe et participe à la bataille de Normandie en juin 1944, après le débarquement. À la fin de la guerre, Evers quitte l'armée avec le grade de sergent,.
En 1948, Evers s'inscrit au Alcorn Agricultural and Mechanical College, une université traditionnellement noire devenue en 1974 l'université d'État Alcorn. Il se spécialise dans l'administration des entreprises. Il participe à des débats, joue au football américain, fait de l'athlétisme, chante dans la chorale et est élu président junior de sa classe. Il obtient son baccalauréat universitaire ès lettres en 1952.
Le 24 décembre 1951, il épouse une camarade de classe, Myrlie Beasley (connue comme Myrlie Evers-Williams depuis son remariage). Le couple a trois enfants : Darrell Kenyatta, Reena Denise et James Van Dyke Evers.

### Militantisme
Le couple s'installe à Mound Bayou, au Mississippi, dans une ville développée par des Afro-Américains. Evers y devient vendeur pour la compagnie d'assurance-vie Magnolia de T. R. M. Howard,. Howard est également président du Regional Council of Negro Leadership (RCNL) et Evers participe à l'organisation du boycott par la RCNL des stations d'essence qui interdisent aux Noirs l'utilisation de leurs toilettes. Medgar et son frère Charles assistent également aux conférences annuelles de la RCNL à Mound Bayou entre 1952 et 1954.

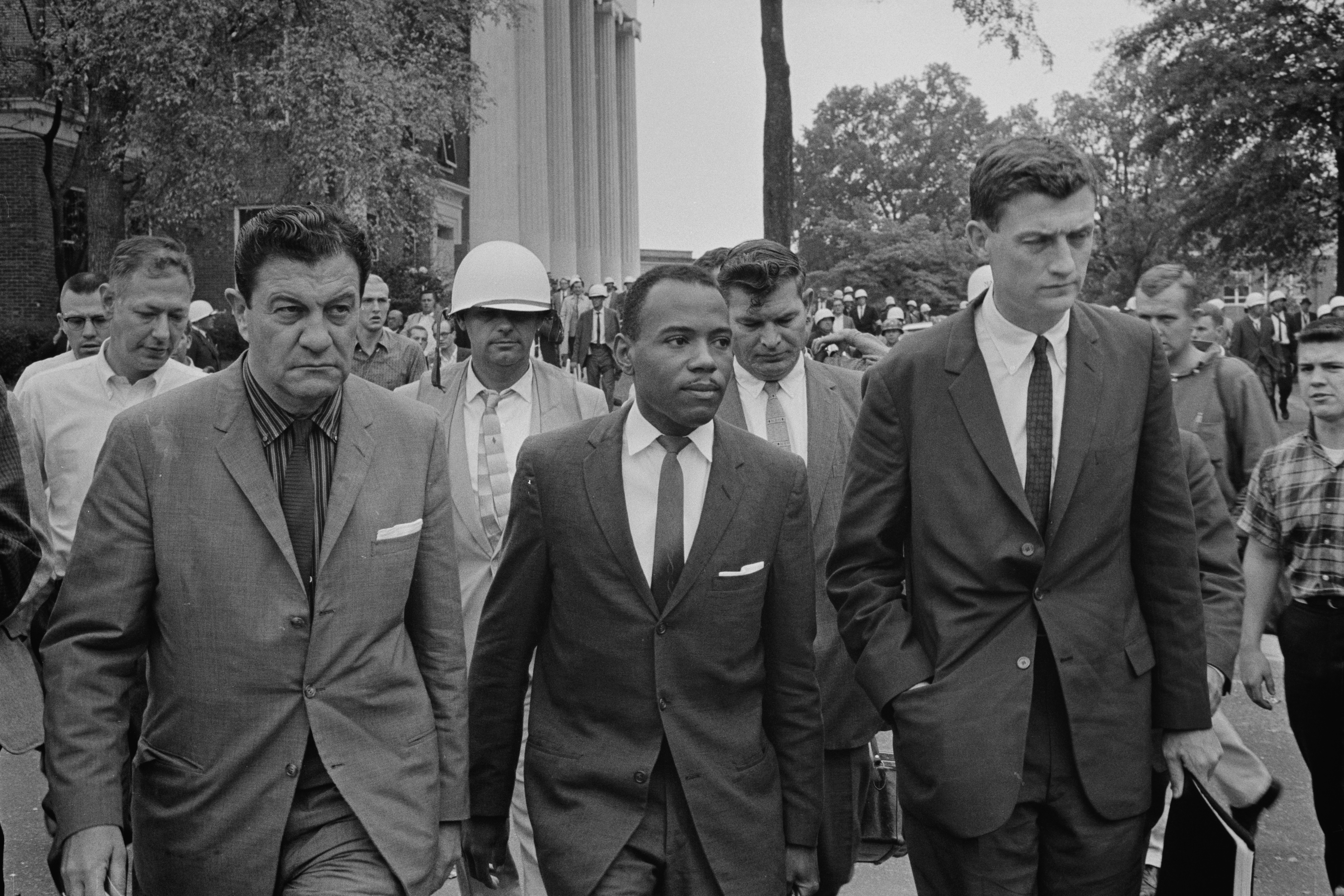
James Meredith, premier étudiant noir-américain de l'université du Mississippi, accompagné par des marshals en 1962.

En 1954, Evers est l'un des premiers à postuler à la faculté de droit de l'université du Mississippi, mais sa demande est rejetée parce qu'il est noir. Il a soumis sa demande avec le soutien de la National Association for the Advancement of Colored People (NAACP) comme un test de discrimination. En effet, cette année, la Cour suprême des États-Unis a statué que la ségrégation des écoles publiques est inconstitutionnelle par l'arrêt Brown v. Board of Education.
Le 24 novembre 1954, Evers est nommé secrétaire de terrain (field secretary) de la NAACP pour le Mississippi. Il est le premier nommé dans le Sud des États-Unis. À ce poste, il aide à organiser des boycotts et met en place de nouveaux chapitres locaux de la NAACP. Il soutient les efforts de James Meredith pour s'inscrire à l'université du Mississippi au début des années 1960,, à l'instar de son premier essai quelques années plus tôt. Evers aide Gilbert R. Mason à organiser les « promenades de Biloxi », des manifestations contre la ségrégation sur des plages publiques sur la côte du golfe du Mississippi. De plus, Evers aide également à faire stopper la ségrégation dans les autobus de Jackson et les écoles du comté de Leake. Il tente la même chose dans les jardins publics, menant en parallèle des campagnes d'inscriptions sur les listes électorales et des boycotts. En décembre 1954, il ouvre un bureau de la NAACP à Jackson et y déménage.

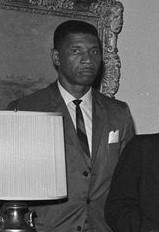
Medgar Evers à la Maison-Blanche en 1961.

Son charisme, ainsi que son travail d'enquête, en font une cible des suprémacistes blancs. Parmi ses opposants, on trouve les Citizens' Councils, un réseau fondé dans le Mississippi mais avec de nombreux chapitres locaux dans le but de résister à l'intégration des écoles et à d'autres objectifs égalitaires en matière de droits civils. Durant les semaines qui précèdent la mort d'Evers, ce dernier rencontre un niveau d'hostilité accru. Ses enquêtes publiques sur le lynchage de l'adolescent Emmett Till en 1955 et son soutien à Clyde Kennard dans ses tentatives d'inscriptions à une université ségrégée en font un responsable noir en vue. Son travail dans le cadre de l'affaire Till est notable : avec Ruby Hurley et Amzie Moore, il retrouve des témoins potentiels et en convainc certains de témoigner, assurant leur protection lors du procès avorté de 1955. En trois ans, le nombre d'adhérents à la NAACP au Mississippi atteint plus de 15 000.
Le 28 mai 1963, un cocktail Molotov est jeté à l'entrée de la maison d'Evers à Jackson. Le 7 juin 1963, il manque d'être percuté par une voiture à sa sortie du bureau de la NAACP à Jackson.

### Assassinat

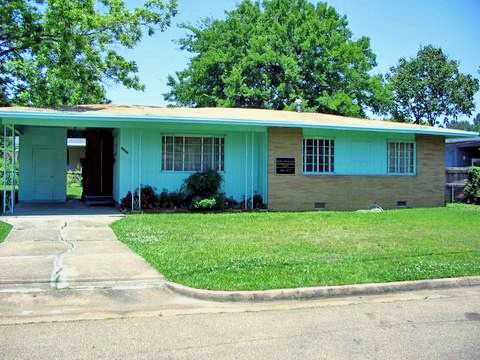
La maison de Medgar Evers, lieu de son assassinat en 1963, est aujourd'hui un musée.

Medgar Evers vit et travaille avec cette menace constante, dans une communauté avec une forte proportion de population qui soutient le Ku Klux Klan (KKK) et le suprémacisme blanc. Le risque devient si grand peu avant sa mort qu'Evers et sa femme entraînent leurs enfants à réagir en cas de tirs, de bombe ou d'autre type d'attaque. La famille d'Evers s'inquiète pour sa sécurité le jour de son assassinat et Evers avertit sa femme qu'il se sent davantage en danger que d'habitude. Evers, qui est régulièrement suivi jusque chez lui par des voitures, arrive à son domicile le matin de sa mort sans escorte, sans aucune protection habituelle pour des raisons non précisées par le FBI ou la police locale. Beaucoup estiment que de nombreux membres des forces de police à l'époque sont membres du Ku Klux Klan, supposant donc une complicité.
Dans la matinée du 12 juin 1963, quelques heures seulement après le discours sur les droits civiques du président des États-Unis John Fitzgerald Kennedy après le refus de l'inscription de deux jeunes étudiants noirs à l'université de l'Alabama par le gouverneur de l'Alabama George Wallace,, Evers engage sa voiture dans son allée après une réunion de la NAACP dans une église proche. Sa famille l'attend, ayant veillé pour le discours du président, et les enfants annoncent son arrivée à leur mère. Alors qu'il descend de sa voiture avec des t-shirts de la NAACP portant la phrase Jim Crow Must Go (« Jim Crow doit partir »), Evers est atteint dans le dos par une balle tirée d'un fusil M1917 Enfield par un tireur caché dans un bosquet proche. Il tombe au sol, parvient à se déplacer d'une dizaine de mètres, puis s'effondre. Avertie par la détonation, la famille découvre Evers blessé.
Sa femme Myrlie est la première à découvrir son corps devant la porte d'entrée. Evers est emmené à l'hôpital de Jackson où il est refusé en raison de sa couleur de peau. Sa famille, expliquant de qui il s'agit, parvient à obtenir son admission. Premier Afro-Américain admis dans un hôpital ségrégué du Mississippi, il y meurt dans l'heure qui suit, âgé de 37 ans. La nouvelle de sa mort est annoncée rapidement dans tout le pays et Evers est enterré le 19 juin dans le prestigieux cimetière national d'Arlington, où il reçoit les honneurs militaires pour ses années passées dans l'armée, devant une foule de plus de 3 000 personnes. Le meurtre est condamné par de nombreuses personnalités, dont le Président Kennedy,.

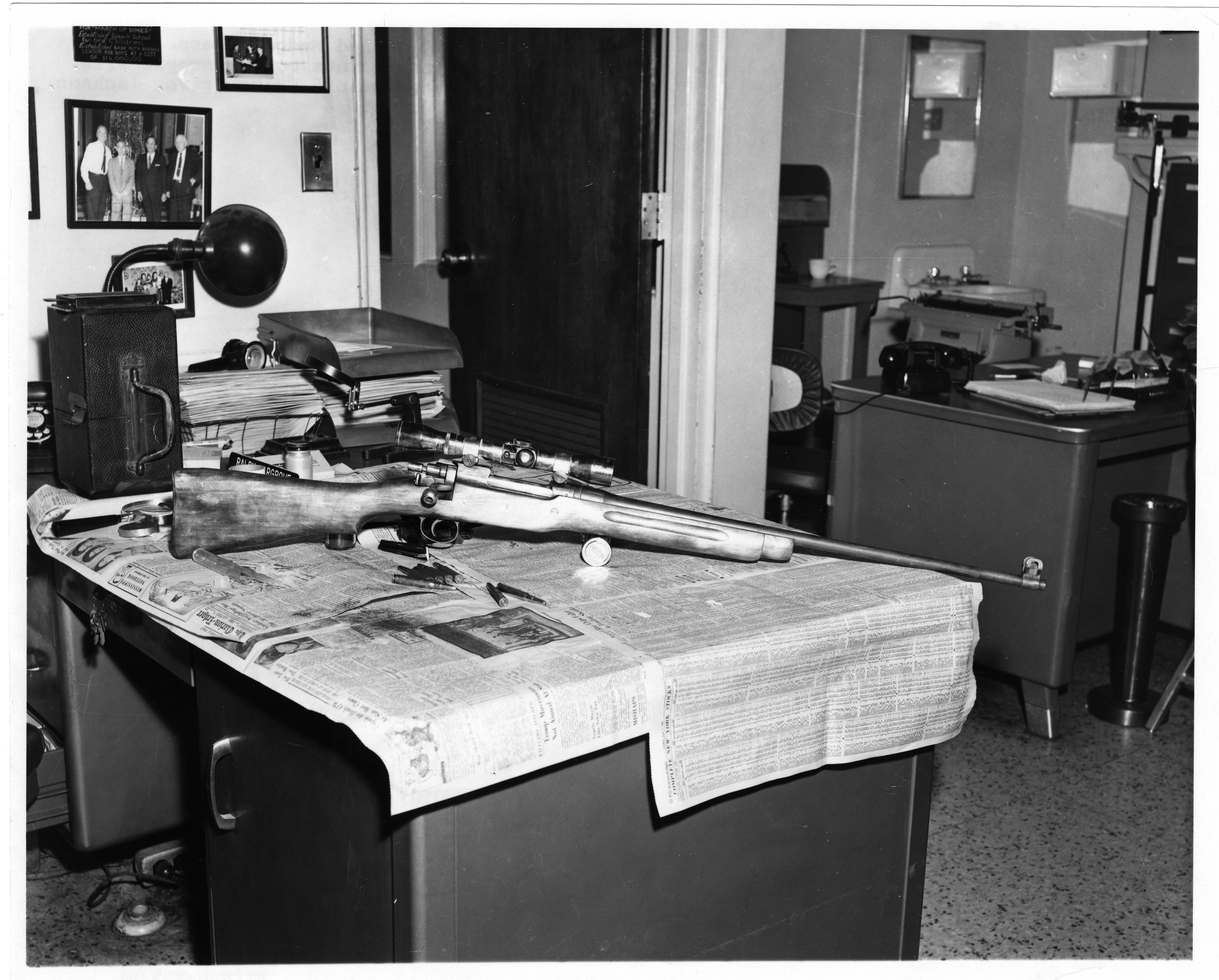
Le fusil M1917 Enfield avec lequel Evers a été tué. L'arme est aujourd'hui exposée dans une vitrine du Mississippi Civil Rights Museum.

Après l'assassinat d'Evers, environ 5 000 personnes manifestent à Jackson en arborant des drapeaux des États-Unis. Le pasteur Martin Luther King et d'autres responsables des droits civils dirigent la procession. Craignant que la manifestation ne dégénère, la police du Mississippi s'équipe d'armements anti-émeute et de fusils, mais malgré les tensions entre policiers et manifestants, les responsables du mouvement parviennent à maintenir une atmosphère non violente chez leurs partisans.
Le 21 juin 1963, Byron De La Beckwith, un vendeur d'engrais résidant à Greenwood, membre des Citizens' Councils (et par la suite du Ku Klux Klan) et anti-intégrationiste notoire,, est arrêté pour le meurtre d'Evers. Le fusil, abandonné sur place, fournit des empreintes digitales qui conduisent au dossier militaire de De La Beckwith,, et le recul de l'arme lui a laissé une blessure, ce qui n'empêche pas des témoins de complaisance — deux policiers — d'essayer de le disculper. D'autres témoins décrivent un profil similaire à De La Beckwith et la présence d'une voiture ressemblant à la sienne. Le procureur de district Bill Waller poursuit De La Beckwith. Des jurys composés uniquement de Blancs — et probablement sous pression — ne reconnaissent pas la culpabilité de De La Beckwith faute de parvenir à une décision,,,, par deux fois cette année, en février et avril 1964. Durant l'un d'eux, le gouverneur du Mississippi Ross Barnett s'affiche avec De La Beckwith,.
Myrlie Evers n'abandonne pas le combat pour la condamnation du meurtrier de son mari et attend qu'un nouveau juge soit désigné dans le comté avant de prendre des mesures pour un nouveau procès contre De La Beckwith, avec l'aide du FBI. En 1994, plus de trente ans après le meurtre, De La Beckwith est poursuivi par l'État sur la base de nouvelles preuves. Bobby DeLaughter (en) est alors le procureur en poste. Pour les besoins du procès, le corps d'Evers est exhumé de sa tombe afin de procéder à une autopsie complémentaire. De La Beckwith est reconnu coupable de meurtre le 5 février 1994 par un jury mixte et condamné à la perpétuité,, après avoir vécu en homme libre la majorité du temps depuis le meurtre. En 1997, De La Beckwith fait appel de sa condamnation dans l'affaire Evers, mais la Cour suprême du Mississippi confirme le verdict. Il meurt en prison en janvier 2001, à l'âge de 80 ans,.

## Postérité
Le meurtre d'Evers inspire des dizaines de chansons, de poèmes, de livres et de films. Evers est par exemple présent dans les œuvres d'écrivains américains, noirs comme blancs : Eudora Welty, James Baldwin, Margaret Walker et Anne Moody. En 1963, il reçoit la médaille Spingarn de la NAACP à titre posthume.
Sa veuve, Myrlie Evers-Williams co-écrit avec William Peters le livre For Us, the Living  en 1967. En 1983, le livre est adapté en film : For Us the Living: The Medgar Evers Story (en). Le rôle d'Evers est joué par Howard E. Rollins Jr. et Irene Cara celui de Myrlie. En 1984, le film remporte notamment un prix de la Writers Guild of America dans la catégorie Adapted Drama Anthology.

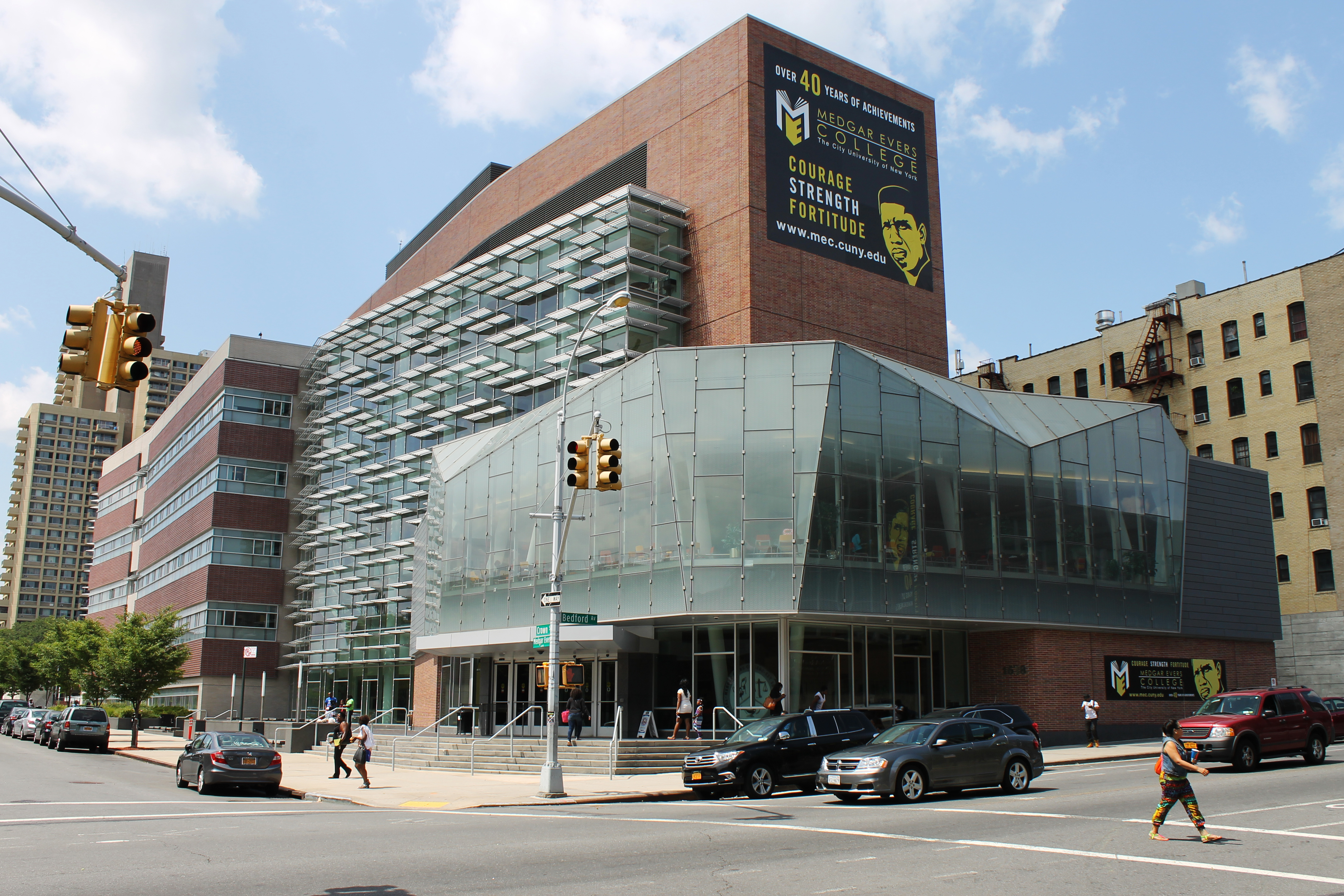
Le Medgar Evers College à Brooklyn.

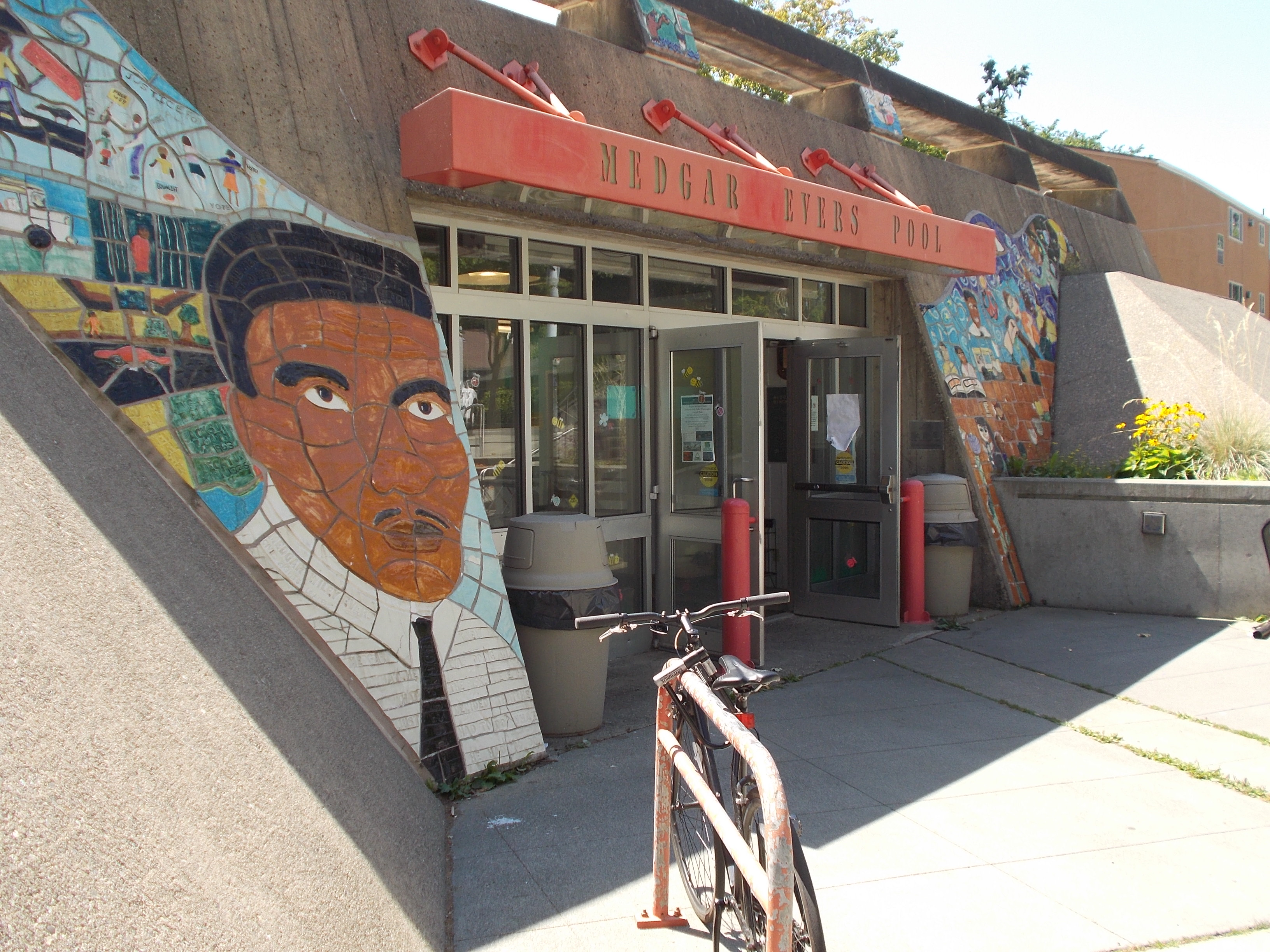
La piscine Medgar Evers à Seattle.

En 1969, le Medgar Evers College est créé à Brooklyn, dans le cadre de l'université de la ville de New York. Toujours en 1969, une piscine dans le Central District de Seattle est nommée en l'honneur d'Evers. La maison de Medgar Evers, officiellement Medgar and Myrlie Evers Home National Monument, située au 2332 Margaret Walker Alexander Drive, est restaurée, inscrite au Registre national des lieux historiques en 2000 et classée National Historic Landmark en 2017,.
Le 28 juin 1992, la ville de Jackson érige une statue en l'honneur d'Evers et en juin 2013, c'est au tour de son alma mater, l'université d'État Alcorn, à l'occasion du 50e anniversaire de sa mort. Tout Delta Drive, une partie de l'U.S. Route 49 à Jackson, est rebaptisé en mémoire d'Evers. En décembre 2004, le conseil municipal de Jackson change le nom de l'aéroport de la ville en aéroport international Jackson-Medgar Wiley Evers en son honneur.
Myrlie Evers est devenue une militante à part entière, étant notamment présidente par intérim de la NAACP en 1995. Le frère de Medgar, Charles Evers, retourne à Jackson en juillet 1963 et sert brièvement dans la NAACP au poste de son frère assassiné. Il reste impliqué dans le combat en faveur des droits civiques au Mississippi pendant de nombreuses années et est le premier maire afro-américain élu dans l'État en 1969.
En octobre 2009, le secrétaire à la Marine des États-Unis Ray Mabus, un ancien gouverneur du Mississippi, annonce qu'un vraquier, l'USNS Medgar Evers (T-AKE-13), est nommé en honneur du militant. Le navire est baptisé par Myrlie Evers-Williams le 12 novembre 2011.
Des hommages sont aussi rendu à Evers sur sa tombe au cimetière national d'Arlington, comme lors des 40e et 50e anniversaires de sa mort. Lors de ce dernier hommage, l'ancien président des États-Unis Bill Clinton, le procureur général Eric Holder, le secrétaire à la Marine Ray Mabus, le sénateur du Mississippi Roger Wicker et le président de la NAACP Benjamin Jealous (en) prononcent un discours à la mémoire Evers en présence de sa veuve,. La veuve d'Evers, Myrlie Evers-Williams, a parlé de sa contribution à l'évolution des droits civils :

« Medgar était un homme qui n'a jamais voulu la vénération, il n'a jamais voulu être sous le feu des projecteurs. C'était un homme qui découvrait un travail à faire et il répondait à l'appel et luttait pour la liberté, la dignité et la justice non seulement pour son peuple, mais pour tous les peuples. »

Il a été distingué en tant que héros de la liberté par The My Hero Project (en).

## Dans la culture populaire

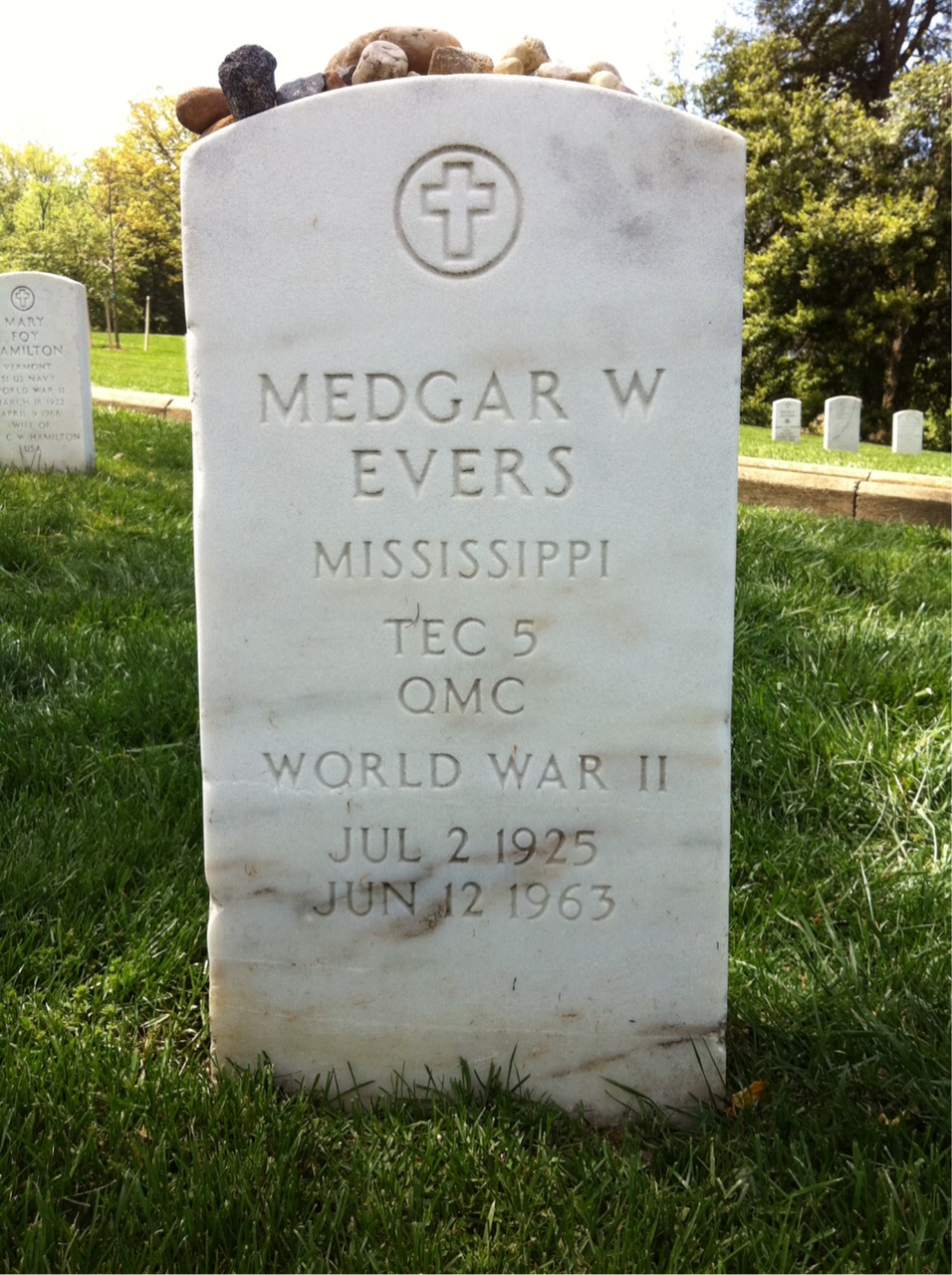
La tombe de Medgar Evers au cimetière national d'Arlington.

L'histoire d'Evers a inspiré à Bob Dylan la chanson Only a Pawn in Their Game (1963), ainsi que All the News That's Fit to Sing  (1964) à Phil Ochs. La phrase « They murdered folks in Alabama, they shot Medgar in the back » est chantée par Barbara Dane avec les Chambers Brothers dans sa chanson It Isn't Nice. L'assassinat de Medgar Evers a également été, avec l'attentat de l'église baptiste de la 16e rue, une inspiration dans la chanson Mississippi Goddam (1964) de Nina Simone. Jackson C. Frank le mentionne dans sa chanson engagée Don't Look Back (1965). Le jazzman Archie Shepp lui a dédié The Funeral (1963), composition écrite quelques mois avant son assassinat. Wadada Leo Smith lui consacre aussi une chanson sur son album Ten Freedom Summers (2012).
Le film Les Fantômes du passé (1996) réalisé par Rob Reiner et adapté d'un livre du même nom, raconte l'histoire du procès de De La Beckwith en 1994. Le film est porté par les acteurs James Pickens Jr., James Woods, Alec Baldwin et Whoopi Goldberg. L'assassinat d'Evers est aussi raconté dans le film de Tate Taylor La Couleur des sentiments (2011) inspiré du roman du même nom de Kathryn Stockett qui a pour thème la ségrégation raciale. Enfin, le documentaire de Raoul Peck I Am Not Your Negro (2016) décrit la réaction de l'auteur James Baldwin à l'assassinat d'Evers.